# Francia–spanyol háború (1635–1659)
Az 1635–1659-es francia–spanyol háború 1635-ben kezdődött, amikor Franciaország beavatkozott a harmincéves háborúba a spanyolok ellen harcoló hollandok szövetségeseként. A két nagyhatalmi tömb, egyfelől a Bourbon Franciaország, másfelől és a Habsburgok érdekcsoportja, a Spanyol Királyság és a Német-római Birodalom közötti háborúra nem terjedt ki a vesztfáliai békeszerződések hatálya, a konfliktus 1648 után is folytatódott és csak az 1659-ös a pireneusi békeszerződés zárta le.
A háborút két szakaszra szokás osztani. Első szakaszában, 1635–1648 között a harmincéves háborúval és a hollandiai szabadságharccal párhuzamosan folyt, a hadi események az európai háborúval kölcsönhatásban folytak. Miután a párhuzamos háborúk 1648-ban, a vesztfáliai békeszerződésekkel véget értek, Hollandia és a Német-római Birodalom kivált a háborúból, Spanyolország ellen viszont hadba lépett Anglia és átmenetileg Portugália is. A háború második szakaszát 1659-ben a pireneusi békeszerződés zárta le. A háború kimenetelét a történészek általában eldöntetlennek ítélik.
A hadi események Észak-Itáliában, Spanyol-Németalföldön, Katalóniában és a Rajna-vidéken zajlottak. Emellett 1648–1653 között Franciaországban nemesi felkelés és belháború – a Fronde – is folyt, a központi királyi hatalom ellen lázadó erőket Spanyolország aktívan támogatta, ezzel párhuzamosan Franciaország segítette a spanyol uralom ellen kirobbant lázadásokat, a portugál restaurációs háborút, a katalán „kaszás” felkelést (Guerra dels Segadors) és az Nápolyi Köztársaság (1647–1648) harcait. A spanyol–francia hatalmi pozícióharc túlterjedt a közvetlen érdekszférákon is, például az 1639–1642 között zajló piemonti polgárháború (guerra civile piemontese) során a két nagyhatalom a polgárháború két, egymással szemben álló szereplőjét támogatta annak ellenére, hogy a belháború szűk helyi érdekek miatt robbant ki.
Az 1657-ös párizsi szerződésben Franciaország katonai szövetséget kötött az Oliver Cromwell által vezetett köztársasági Angliával (English Commonwealth), amely már 1654 decembere óta háborúban állt Spanyolországgal. 1658 júniusában Dunkerque mellett, a dűnék csatájában az francia–angol szövetségesek döntő győzelmet arattak a spanyolok és hozzájuk csatlakozott Condé herceg erőin. A háborút az 1659 novemberében megkötött pireneusi békeszerződés zárta el. Ebben Franciaország kisebb területeket szerzett, melyekkel megerősítette és stabilizálta határait. XIV. Lajos francia király feleségül kapta Mária Terézia spanyol infánsnőt, IV. Fülöp király legidősebb leányát. A háborúban aratott győzelem megindította a francia világhatalom felemelkedését.

## Előzmények

A spanyol és osztrák Habsburg-birtokokon át vezető hadi útvonalak Spanyolországtól Flandriáig

A 16. század közepétől kezdve a Habsburg-ház két ága uralkodott Európa jelentős részén, egyfelől a Spanyol Királyságban, másfelől a Dunai Habsburg Monarchiában, és vele szövetséges Német-római Birodalomban. Közös vetélytársuk a Francia Királyság volt. A 16. és 17. század java részében Franciaországot három oldalról fogták közre Habsburg-birtokok: északon a Spanyolországhoz tartozó Dél-Németalföld, keleti határán a Burgund Szabadgrófság (Franche-Comté) és délen a Spanyol Királyság. A Habsburgok a francia területi terjeszkedés útjában álltak, ez folytonos konfliktusokat eredményezett. Franciaország minden eszközt megragadott, hogy gyengítse a határaival szomszédos Habsburg érdekeltségeket.
Amikor a német protestáns fejedelemségek beléptek a harmincéves háborúba és szembeszálltak a (katolikus) Német-római Birodalommal, Franciaország főminisztere, Richelieu, a katolikus egyház bíborosa azonnal támogatta a katolikus birodalom ellenségeit. 1630 után igen jelentős pénzeszközökkel segítette a birodalom ellen indított (protestáns) svéd inváziót is. Kezdeti sikereik után 1634-ben a svéd hadsereg a nördlingeni csatában súlyos vereséget szenvedett a spanyol és német birodalmi szövetség erőitől. Az 1635-ben megkötött prágai békeszerződés igen előnyös volt a Habsburgokra nézve. Richelieu bíboros kockázatosnak ítélte az 1635-ben kialakult helyzetet, és elhatározta, hogy Franciaország katonai erejét aktívan beveti Spanyolország ellen.

## A háború lefolyása

### Első fázis (1635–1648)
Egészen 1635 májusáig Franciaország kerülte a közvetlen konfrontációt Habsburg-ház országaival. 1636 augusztusában Habsburg Ferdinánd bíboros-infáns 35 000 főnyi spanyol serege elfoglalta a pikárdiai Corbie városát, a Somme folyó északi partján. Ez olyan fenyegetést jelentett Párizsra nézve, hogy XIII. Lajos és Richelieu bíboros erős hadsereggel vonult a város visszaszerzésére. Corbie-t két hónapos ostrom után november 9-én visszafoglalták.

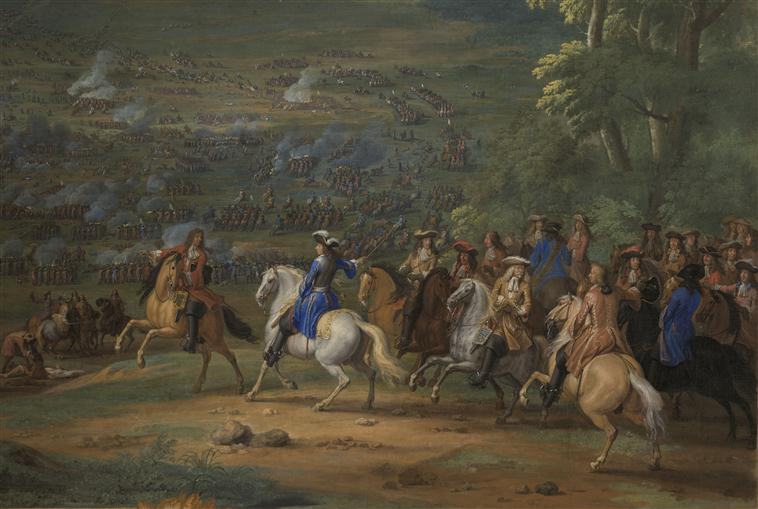
Condé hercege a rocroi-i csatában

Franciaország hadat üzent Spanyolországnak, és belépett a harmincéves háborúba, mint a Svéd Birodalom és a Holland Köztársaság szövetségese. A francia hadsereg ezután támadásba ment át a dél-németalföldi spanyol haderő ellen. Richelieu csapatokat küldött a szomszédos Lotaringiába és Elzászba is, hogy elvágja a földközi-tengeri Genova kikötőjén át vezető fő összeköttetési útvonalat Spanyol-Németalföld és a spanyol anyaország között. 1640-ben Portugália elszakadt Spanyolországtól, kirobbantva a portugál restaurációs háborút. Bár Portugália 1602 óta hadban állt Hollandiával, a spanyolok elleni közös harc miatt az európai fronton tíz évre fegyverszünetet kötöttek. Csak a gyarmati háború folytatódott. Franciaország támogatta a spanyolok hátában harcoló portugálokat.
1643-ban Enghien hercege, Louis de Condé francia királyi hadserege a rocroi-i csatában jelentős győzelmet aratott, és szétfoszlatta a terciókba szervezett spanyol gyalogság legyőzhetetlenségének hírnevét.
A harmincéves háború utolsó évtizedében a szövetséges francia és hollandus hadseregek bekerítették a dél-németalföldi spanyol haderőket. Az Elzászban elért francia területi nyereségek lehetővé tették, hogy a franciák ellenőrzések alatt tartsák és elvágják a Spanyol-Németalföldet és a spanyol anyaországot összekötő fő közlekedési útvonalakat. A háború pénzügyi terheit egyre nehezebben viselő Spanyolország már 1643-tól kezdve kereste a megegyezés lehetőségét Észak-Németalföld tartományaival, hogy erőit Franciaország ellen összpontosíthassa. A Münsterben és Osnabrückben folyó tárgyalások elvezettek az 1648-as vesztfáliai békekötésekhez. Lezárult a nyolcvanéves háború, elismerték Hollandia függetlenségét. A spanyol–francia ellentét viszont fennmaradt, mert Franciaország Katalónia teljes területét követelte Spanyolországtól. A béketárgyalásokon Franciaország azt is kikövetelte, hogy a spanyol–francia területi vitákat zárják ki a vesztfáliai békeszerződésekből.

### Második fázis (1648–1659)
Az 1648-as vesztfáliai békekötés következtében Hollandia és a Német-római Birodalom kivált a háborúból. Spanyolország magára maradt Franciaországgal szemben, viszont a holland flotta immár nem fenyegette a spanyol csapatmozgásokat, Franciaországot pedig meggyengítette a belháború. A spanyolok tehát folytatták a háborút Franciaország ellen, amelyet a királyi hatalom ellen fellázadt főnemesek, a frondőrök is szítottak.

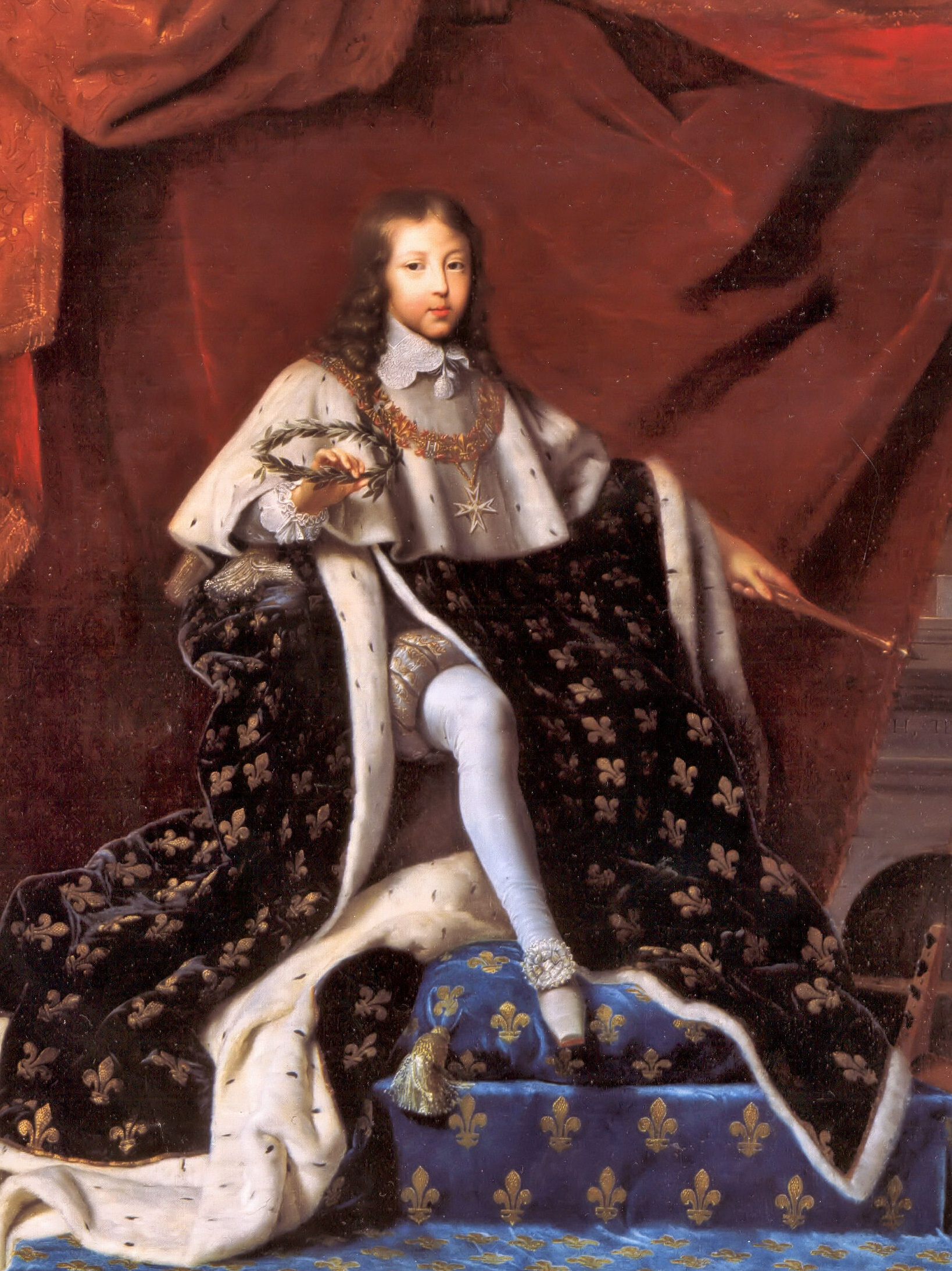
XIV. Lajos koronázási díszruhában (1648)

1648-ban a Francia Királyságot szétzilálta a központi királyi hatalom ellen főnemesi lázadások sorozata, a Fronde. Az országot anarchia fenyegette. Az elhunyt XIII. Lajos király özvegye, Anna régens-királyné és Richelieu utódja, Mazarin bíboros-főminiszter igyekezett egyezkedni a lázadó pártokkal, de Mazarinnek 1649-ben menekülnie kellett Párizsból. A lázadó „Nagy Condé” herceg, Mazarin esküdt ellensége 1650-ben hatalmába kerítette Párizs városát, a királyi hatalommal szemben álló városi tanács szövetségre lépett vele. A francia királyi hadak Flandriában, Katalóniában és Itáliában folyamatosan harcban álltak mindenütt, ahol a határ mentén egy-egy spanyol helyőrség állt szemben a francia helyőrséggel. Ez a helyzet módot adott Spanyolországnak, hogy 1650–1652 között visszaszerezze korábban elvesztett területeit Franciaországtól.

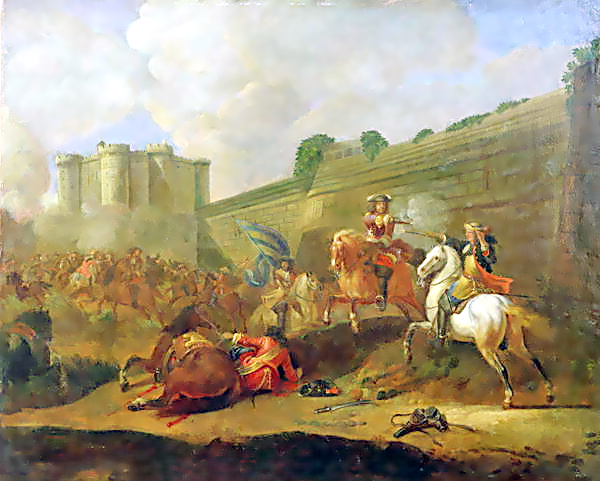
A Faubourg Saint-Antoine-i csata Párizs falai előtt (1652)

1651-ben a gyermek XIV. Lajost nagykorúsították, az anarchiától félő városi polgárok és főnemesek az új uralkodóban a rend biztosítékát látták. 1652 nyarán a királyhoz átállt frondőr hadvezér, Turenne marsall csapatai megkísérelték visszafoglalni a fővárost, de július 2-án Condé hadserege, a Faubourg Saint-Antoine-i csatában, Párizs falai előtt, a Bastille ágyúinak támogatásával sikeresen visszaverte őket. Októberben azonban a királyi hadak kiszorították Condét Párizsból. A frondőrök támogatottsága csökkent, a lázadást sikerült leverni. 1653-ban Mazarin főminiszter is visszatért Párizsba. 1653-ban „Nagy Condé” herceg, a Fronde fő mozgatója saját seregeivel együtt átállt a spanyol oldalra.
1653-ban a spanyol–francia háborúban patthelyzet állt elő. A kifosztott Franciaországban az élelmiszerhiány olyan mértékűre nőtt, hogy egészen júliusig sem a támadó ellenség, sem a királyi seregek nem tudtak összeszedni egy hadjárathoz elegendő ellátmányt. Kiütköztek a spanyol hadvezetés és az átállt frondőrök közti ellentétek. A Somme folyó menti Péronne városa előtt Condé herceg csapatai sokkal előnyösebb pozíciókat foglaltak el, mint a velük szemben álló Turenne marsall erői. Ennek ellenére Condénak nem sikerült támadásra bírnia a spanyol Alonso Pérez de Vivero y Menchaca tábornokot, Fuensaldaña grófját, aki fontosabbnak ítélte saját királyi csapatainak megóvását, mint Condé herceg személyes ambícióit. Fuensaldaña harc nélkül visszavonta csapatait. 1653 őszén Turenne és La Ferté marsall elfoglalta Sainte-Menehould városát Champagne tartományban.
1654 tavaszán Turenne és La Ferté csapatai Sainte-Menehouldból kiindulva elfoglalták Vervins és Château-Porcien településeket. Június 7-én XIV. Lajost Reimsben Franciaország királyává koronázták. A várostromok folytatódtak, Fabert marsall ostrom alá vette a Stenay-ben elsáncolt, Condé-hoz hű csapatokat, akik egy hónapig ellenálltak, majd átadták a várost a királyi csapatoknak.
Az 1654-es háborús év kiemelkedő jelentőségű eseménye volt a spanyolok által ostromlott Arras felmentése („secours d’Arras”). A várost még XIII. Lajos csapatai foglalták el ostrommal 1640-ben, a harmincéves háború idején. A spanyol hadvezetés úgy számított, hogy a francia királyi csapatok eléggé meggyengültek a frondőrök elleni harcokban, és hadműveletet indított a franciák által korábban elfoglalt spanyol-németalföldi erősségek visszaszerzésére. Condé meggyengült champagne-i csapataival csatlakozott a Lipót Vilmos főherceg által vezetett dél-németalföldi spanyol sereghez. A két sereg július elején körülzárta és ostrom alá vette Arras városát, amelyet a porosz származású Jean de Schulemberg tábornok, Montdejeu grófja szívósan védelmezett. Mazarin támadásra utasította Turenne marsallt, aki Stenay alól indult Arras felé. Mazarin célja az volt, hogy a Condé vezette ezredeket elvágja a Lipót Vilmos spanyol főerejétől. Turenne előreküldte La Ferté tábornok lovasságát, őket gyors menetben követte a Turenne vezette főerő. Augusztus 24-ről 25-re virradó éjjel a királyi csapatok váratlanul rajtaütöttek a spanyol ostromműveken, a circumvallatión. A spanyol sereg meghátrált. Condé herceg ellentámadása átmeneti sikert hozott, véres veszteségek után maga Condé is visszavonult. Ez volt XIV. Lajos uralkodásának első katonai győzelme. A lázadó Condé végleg kiszorult az ország területéről, a továbbiakban saját katonai erő híján a spanyol hadsereg tábornokaként folytatta harcát Lajos ellen.
1655-ben Turenne marsall ostrommal bevette Landrecies, Condé-sur-l’Escaut és Saint-Ghislain erődjeit (a mai Belgium területén).

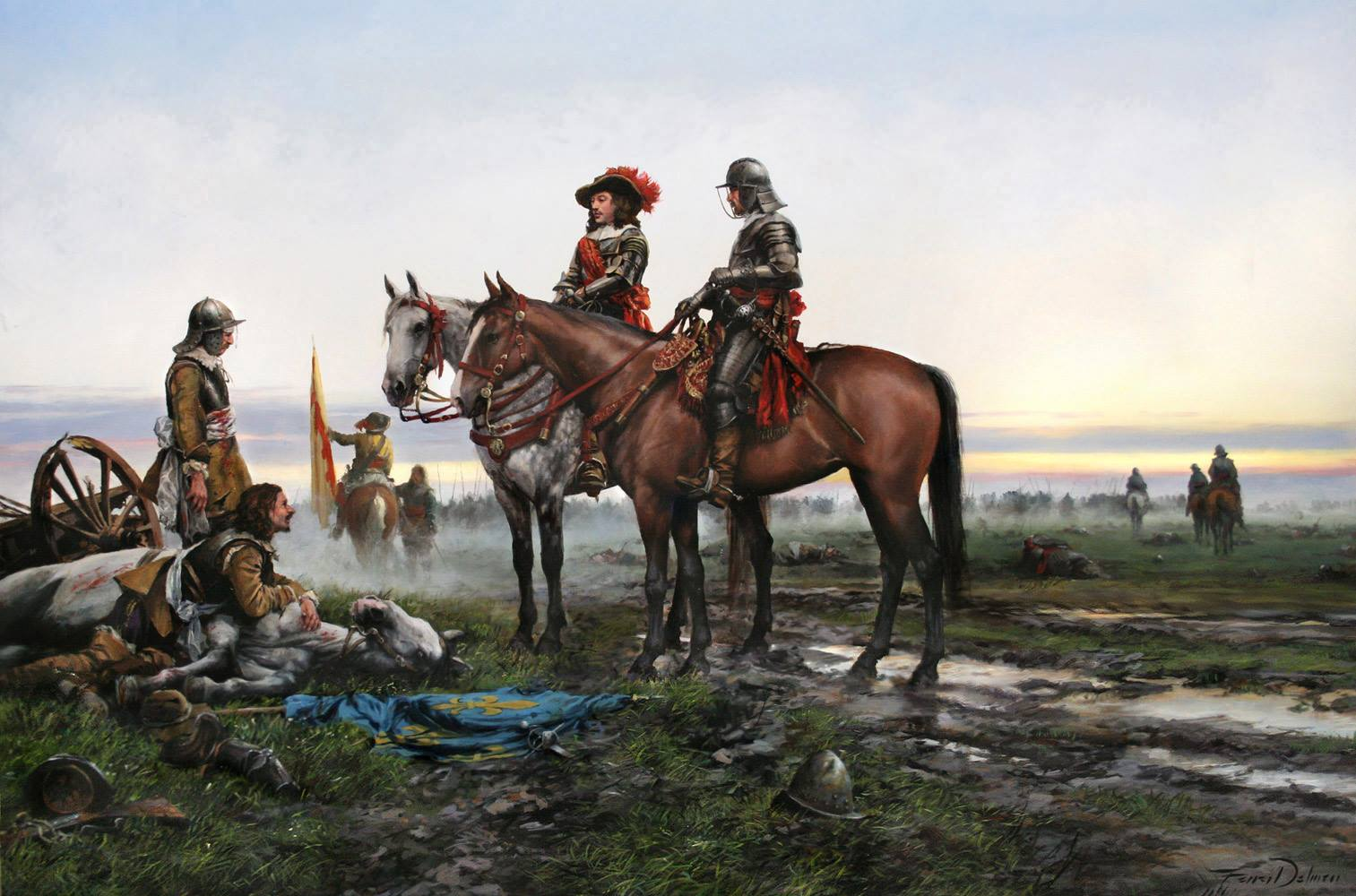
Don Juan José de Austria, a valenciennes-i győztes (1656).
(Augusto Ferrer-Dalmau festménye, 2010 körül

1656 májusában Turenne marsall és La Ferté marsall jól előkészített ostrom alá fogta Valenciennes erődjét, amelyet a spanyol Francisco de Meneses tábornok védelmezett. Június végére a védők ereje kimerült, Don Juan José németalföldi spanyol helytartó a vár felmentésére indult. Csatlakozott hozzá az arras-i vereségért személyes revansra törő Condé herceg is. Július 16-án támadást intéztek a Turenne által kiépített külső védővonal (circumvallatio) ellen. Turenne nagy veszteségek árán visszaverte az első támadást, de La Ferté hadtestét a spanyolok szétverték, maga La Ferté is fogságba esett, végül Turenne-nek is vissza kellett vonulnia. A város felmentése volt a flandriai spanyol hadsereg utolsó komolyabb győzelme. A francia királyi sereg sereg 25 000 katonát veszített, de Turenne gyors intézkedésekkel megakadályozta seregének széthullását. A spanyolok nem tudták kiaknázni győzelmüket, ismét patthelyzet állt elő.

### Szövetségek Angliával
1656. április 2-án IV. Fülöp spanyol király és a németalföldi száműzetésben élő II. Károly angol király Brüsszelben katonai szövetséget kötött a Francia Királyság (és Oliver Cromwell köztársasági Angliája) ellen. Az angol királyhű csapatok („gavallérok”) Spanyolország oldalán hadba léptek, egyfelől a francia–spanyol háború, másfelől az 1654-ben kitört angol–spanyol háború flandriai hadműveleteiben. Ennek ellensúlyozására 1657. március 23-án Mazarin bíboros Párizsban katonai szövetségi szerződést kötött Oliver Cromwellel, a köztársasági Anglia Lord Protectorával, Spanyolország és az angol emigráns király ellen.
Az 1657-es esztendőben Turenne az észak-franciaországi erődök visszaszerzésére indult, de átütő siker nélkül. Cambrai spanyol védői szívósan ellenálltak, Turenne felhagyott az ostrommal. Augusztus elején a fogságából kiváltott La Ferté marsall hosszú és költséges ostrommal bevette Montmédyt. Szeptember végén Turenne elfoglalta Saint-Venant-t, október elején  Fort-Mardyckot (Mardijk).
A párizsi szövetségi szerződés értelmében 1658 elején Cromwell egy 6000 fős expedíciós gyaloghadtestet küldött Észak-Franciaországba azzal a feladattal, hogy a franciákat támogatva foglalják el Dunkerque kikötőjét, az angol hajózást veszélyeztető kalózok fő támaszpontját.

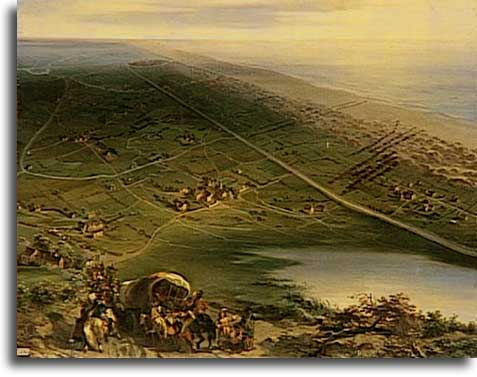
A dűnék csatája (1658)
(Jean-Antoine-Siméon Fort festménye, 19. század)

1658. május közepén Turenne gyors felvonulás után, nagy erőkkel megkezdte Dunkerque ostromát. Rövidesen hírt kapott, hogy Furnes (Veurne) felől felmentő sereg közeledik, Don Juan José de Austria németalföldi spanyol helytartó és az elpártolt Condé herceg parancsnoksága alatt. Turenne vakmerő hadmozdulattal eléjük vonult. A két erős hadsereg 1658. június 14-én Dunkerque közelében megütközött egymással. A dűnék csatája néven ismert ütközet a két hadviselő fél legnagyobb erőpróbája volt az 1652-es Faubourg Saint-Antoine-i csata után. A spanyol balszárnyon Condé hercegének lovassága felülkerekedett, de a tengerparti dűnéken álló spanyol jobbszárny elakadt, a királyi csapatok oldalán harcoló angol vöröskabátosok (franciául: tuniques-rouges) visszanyomták őket. A kontinensen először megjelenő angol köztársasági kontingens vakmerő és kitartó támadásokkal törte meg az ellenséget. Jelentős veszteségek után Condé csapatai végül visszavonultak. A Dunkerque-i spanyol helyőrség június 25-én kapitulált, a várost és erődményeit a szövetségesi szerződésben foglaltak szerint a köztársasági Anglia szerezte meg, Fort-Mardyckkal együtt. (Dunkerque 1662-ig maradt Anglia birtokában, ekkor II. Károly angol király, akinek sok pénzre volt szüksége hatalmának helyreállításához, 400 000 fontért eladta a várost XIV. Lajosnak.) 1659-ben még a spanyolok még egy utolsó, szedett-vedett hadjáratot indítottak, de háború gyakorlatilag véget ért.

### A háború lezárása

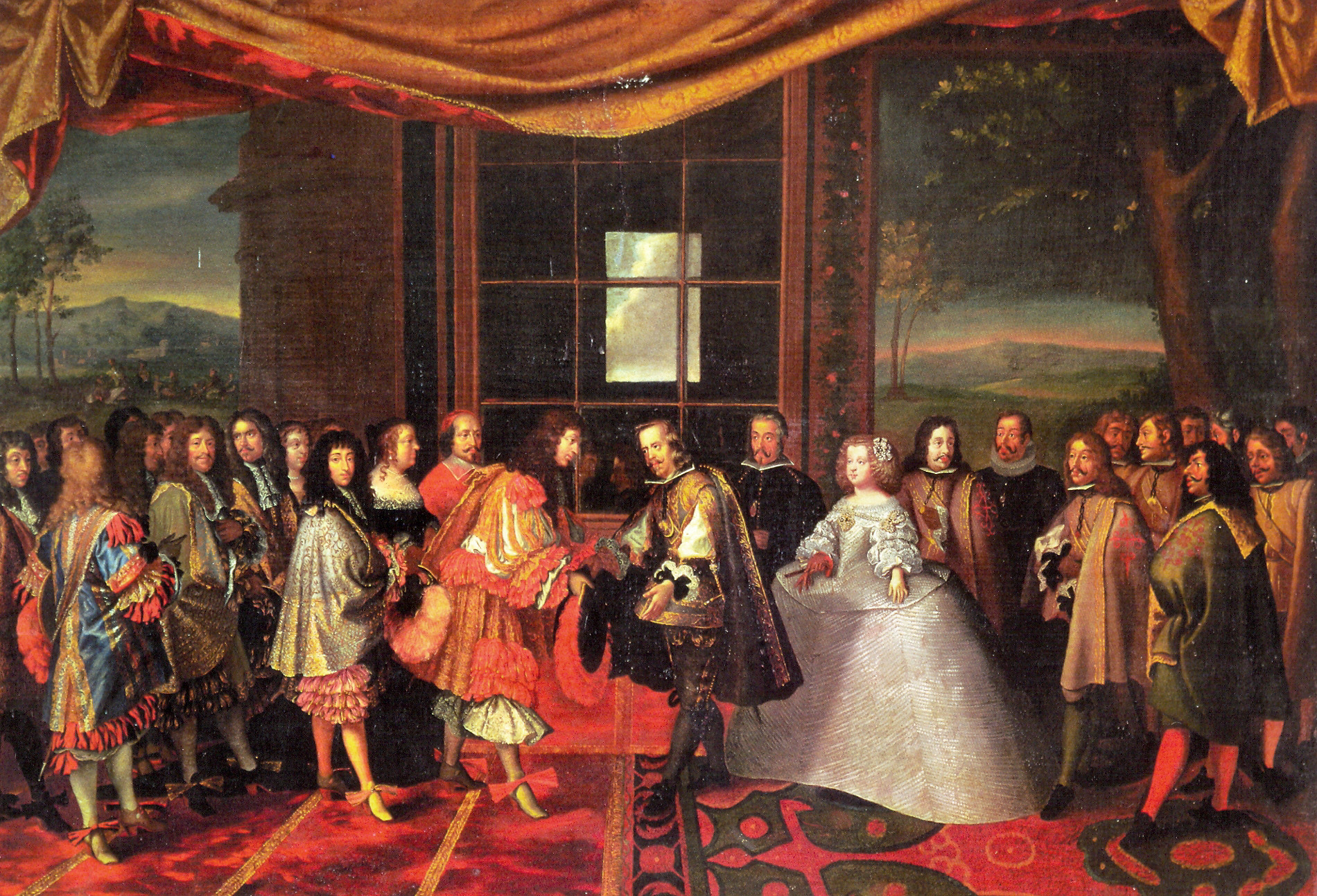
XIV. Lajos francia és IV. Fülöp találkozója a Fácánok szigetén

A kimerülőben lévő hadviselő felek között már 1656 júliusában béketárgyalások kezdődtek Madridban. A hadi helyzet változásai miatt ezek a próbálkozások elhúzódtak, többször félbeszakadtak, és csak évek múlva vezettek megegyezésre. A szövetségesek harctéri győzelmei elvezettek az 1635–1659-ös francia–spanyol háború és az 1654–1660-as angol–spanyol háború lezárásához. 1659. november 7-én írták alá az ún. pireneusi békeszerződést, a Bidassoa határfolyó közepén fekvő Fácánok szigetén (île des Faisans / Isla de los Faisanes). XIV. Lajos francia királyt és IV. Fülöp spanyol királyt főminisztereik képviselték, Jules Mazarin bíboros és Don Luis de Haro y Guzmán gróf, Olivares hercege.

## Következmények

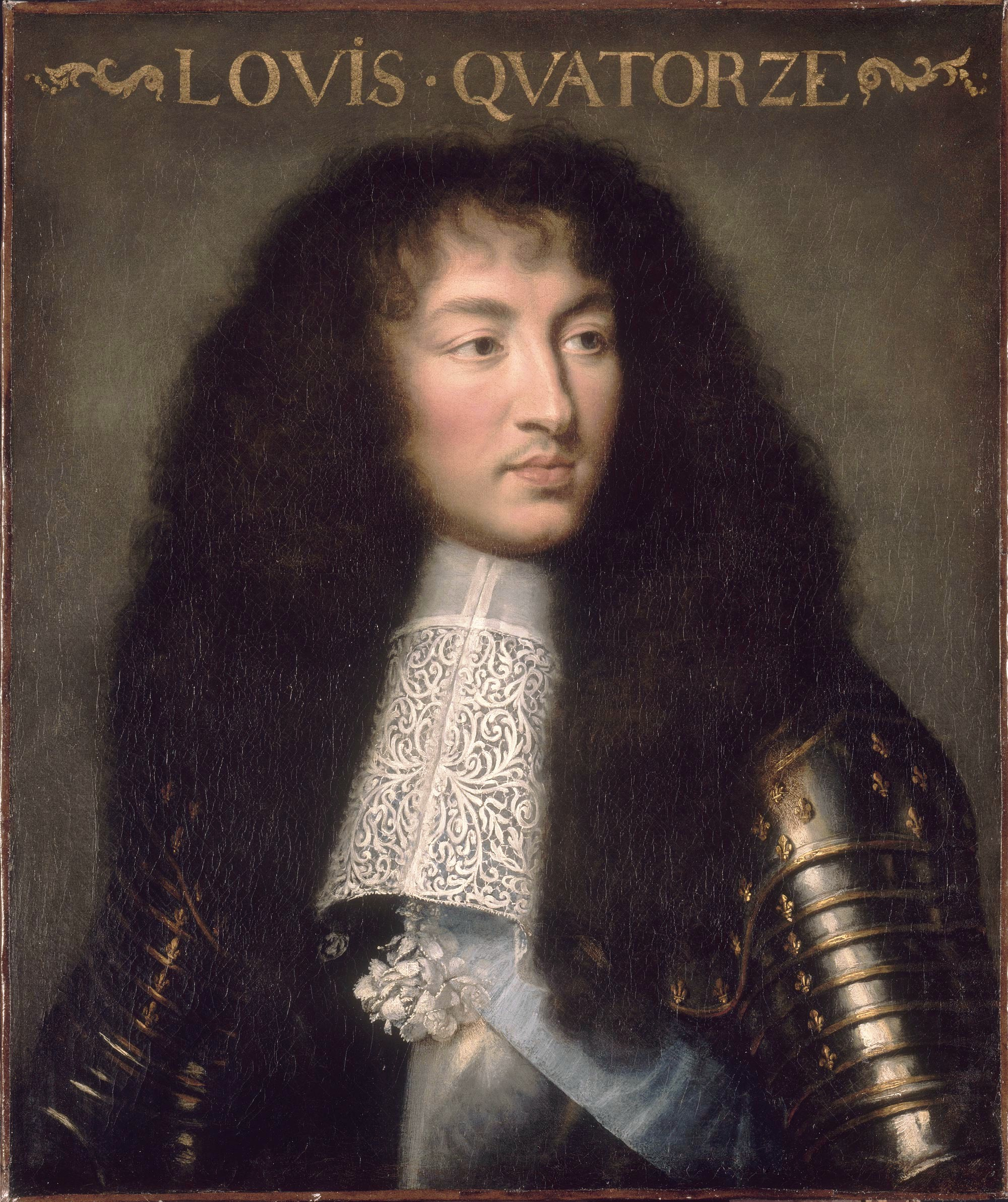
XIV. Lajos (1661)

Franciaország megszerezte Artois-t, Roussillont, a katalóniai Cerdagna grófság (Cerdagne / Cerdaña) 33 községét, több fontos erődítményt, így a flandriai Gravelines-t, és a lotaringiai Thionville-t, Montmédy-t és Philippeville-t (utóbbi egészen 1815-ig, a bécsi kongresszusig maradt Franciaország birtoka).
A Fronde leverése hozzájárult XIV. Lajos abszolút uralmának kialakulásához. 1660. január 27-én Louis, Condé hercege Aix-en-Provence-ban kegyelmet kért és kapott XIV. Lajos királytól. Élete hátralévő részében uralkodójának hűséges támogatója maradt.
1660. június 9-én Saint-Jean-de-Luz-ben, XIV. Lajos francia király feleségül vette unokanővérét, Mária Terézia spanyol infánsnőt (1638-1683), IV. Fülöp spanyol király és Bourbon Erzsébet (Izabella) királyné egyetlen élő leányát.  A győztes Franciaország olyan magas hozomány nyújtására kötelezte Spanyolországot, amit az sohasem tudott kifizetni, ez később ürügyet szolgáltatott XIV. Lajosnak további területi követelésekre. Az európai nagyhatalmi játszmában a francia Bourbon-ház véglegesen maga alá gyűrte a spanyol Habsburg-házat. Bár a Spanyol Birodalom továbbra is globális világhatalom maradt, de a pireneusi békeszerződés megrendítette európai hegemóniáját és megindította a francia világhatalom felemelkedését. A következő négy évtized hódító háborúi során Franciaország Európa vezető nagyhatalmává vált.

## További információ
- Politstrukturen, Westfälischer Friede (irodalomkereső) (német nyelven). WWU Uni Münster